# Tukul
Tukul, även Tekul, är en traditionell rund östafrikansk hydda av lera och träpålar med ett koniskt tak av gräs eller vass. Den är vanlig i bland annat Etiopien, Eritrea, Sudan och Sydsudan och avbildas på den etiopiska regionen Ye Debub Biheroch Bihereseboch na Hizbochs flagga.

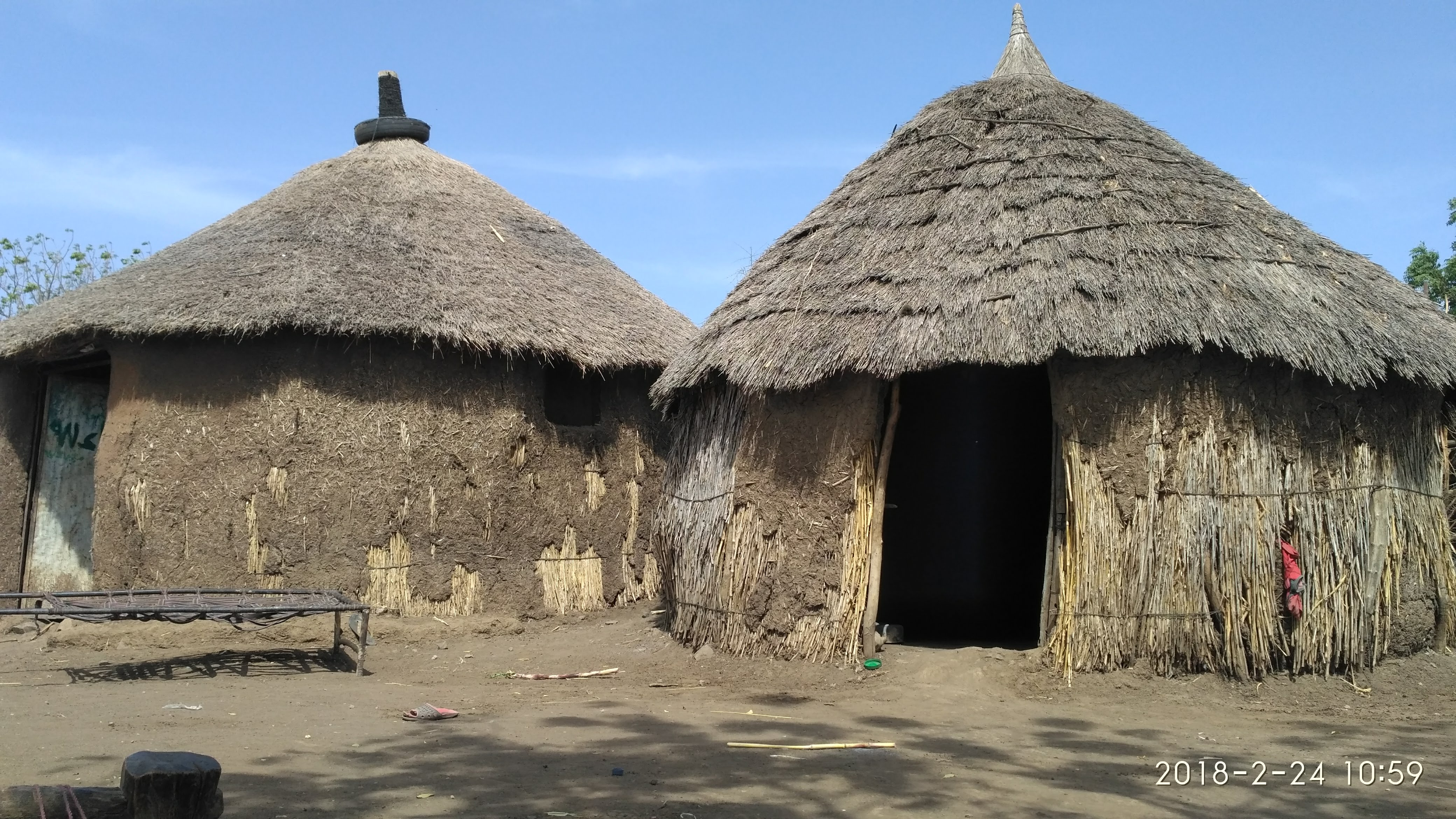
Traditionella hyddor i Sydsudan.

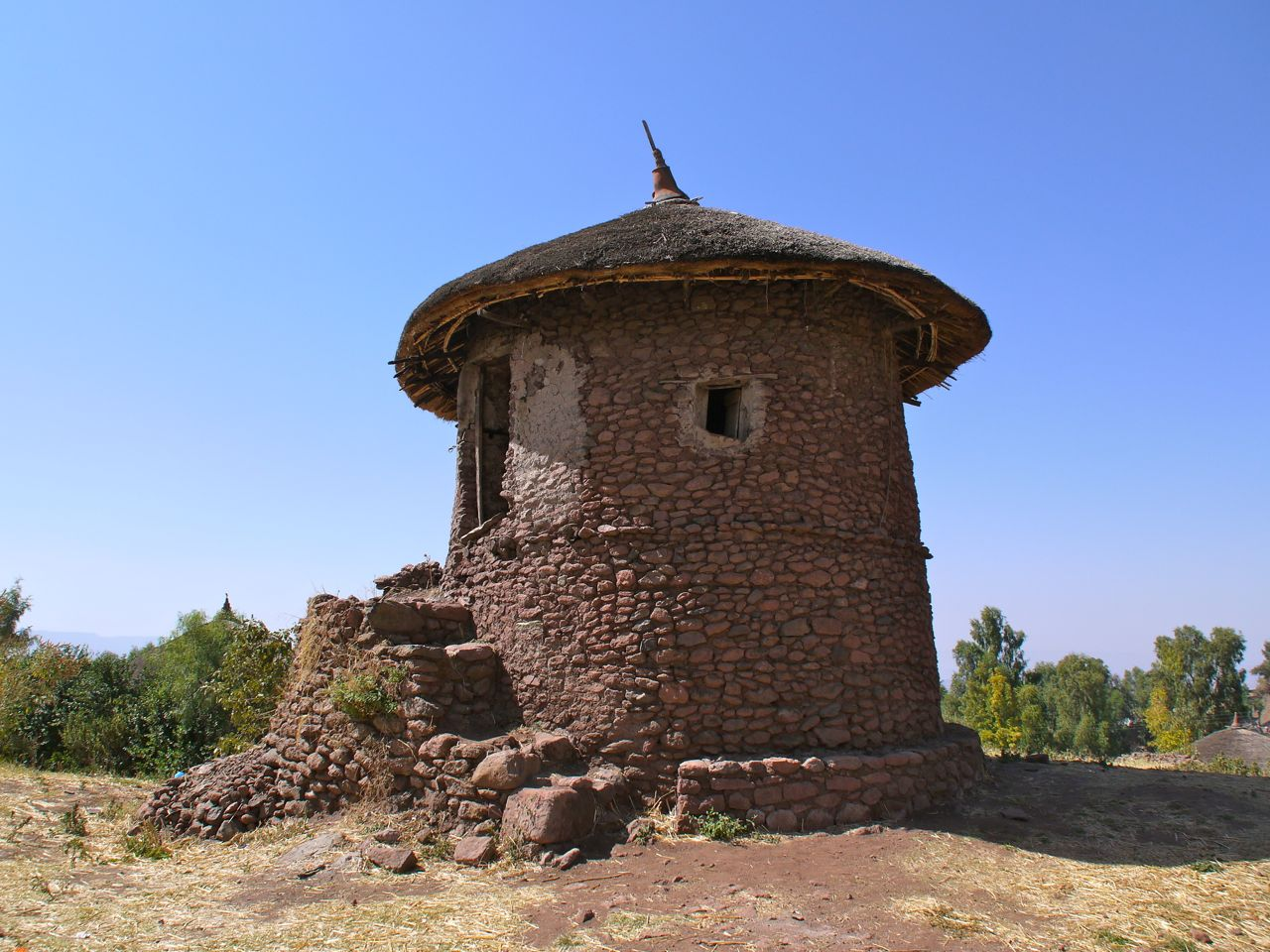
En tukul i Lalibela i Etiopien.